# One and Only
One and Only è il ventesimo album in studio del gruppo musicale canadese Anvil, pubblicato nel 2024.

## Tracce
1. One and Only
2. Feed Your Fantasy
3. Fight for Your Rights
4. Heartbroken
5. Gold and Diamonds
6. Dead Man Shoes
7. Truth Is Dying
8. Rocking the World
9. Run Away
10. World of Fools
11. Condemned Liberty
12. Blind Rage

## Formazione
- Lips – voce, chitarra
- Robb Reiner – batteria
- Chris Robertson – basso, cori